# Altenhof (Lindlar)
Die Ortschaft Altenhof ist ein Ortsteil der Gemeinde Lindlar, Oberbergischen Kreis im Regierungsbezirk Köln in Nordrhein-Westfalen (Deutschland). 

## Lage und Beschreibung
Altenhof liegt im nordöstlichen Lindlar an der Stadtgrenze zu Wipperfürth und Marienheide, nördlich von Oberlichtinghagen. Der Ort ist über eine Zufahrtsstraße erreichbar, die bei Klemenseichen (Wipperfürth) von der Landesstraße L302 abzweigt und auch Orbach anbindet. 
Weitere Nachbarorte sind Hintermühle (Wipperfürth), Berrenberg (Wipperfürth), Bengelshagen (Wipperfürth) und Leiberg (Marienheide).
Südlich von Altenhof erheben sich der Berg Böckel (361,9 m) und der Steinberg (376,3 m). Nördlich der Ortschaft fließt die Lindlarer Sülz.

## Geschichte
1534 wurde der Ort das erste Mal in einem „Bruderschaftsbuch der Marienbruderschaft“ urkundlich erwähnt. Schreibweise der Erstnennung: Altenroede. In Altenhof stehen zwei Bruchsteinhäuser aus dem 18. Jahrhundert.
Die Topographia Ducatus Montani des Erich Philipp Ploennies, Blatt Amt Steinbach, belegt, dass der Wohnplatz bereits 1715 eine Hofstelle besaß, die als Altenhof beschriftet ist. Carl Friedrich von Wiebeking benennt die Hofschaft auf seiner Charte des Herzogthums Berg 1789 als Altenhoff. Aus ihr geht hervor, dass der Ort zu dieser Zeit Teil der Honschaft Scheel im Oberen Kirchspiel Lindlar war.
Der Ort ist auf der Topographischen Aufnahme der Rheinlande von 1825 als Altenhof verzeichnet. Die Preußische Uraufnahme von 1840 zeigt den Wohnplatz unter dem Namen Am alten Hof. Ab der Preußischen Neuaufnahme von 1894/96 ist der Ort auf Messtischblättern regelmäßig als Altenhof verzeichnet.
1822 lebten sechs Menschen im als Hof kategorisierten Ort, der nach dem Zusammenbruch der napoleonischen Administration und deren Ablösung zur Bürgermeisterei Lindlar im Kreis Wipperfürth gehörte. Für das Jahr 1830 werden für den als Altenhof bezeichneten Ort 18 Einwohner angegeben. Der 1845 laut der Uebersicht des Regierungs-Bezirks Cöln als Hof kategorisierte Ort besaß zu dieser Zeit zwei Wohngebäude mit 31 Einwohnern, alle katholischen Bekenntnisses. Die Gemeinde- und Gutbezirksstatistik der Rheinprovinz führt Altenhof 1871 mit vier Wohnhäusern und 17 Einwohnern auf. Im Gemeindelexikon für die Provinz Rheinland von 1888 werden für Altenhof vier Wohnhäuser mit 17 Einwohnern angegeben. 1895 besitzt der Ort vier Wohnhäuser mit 14 Einwohnern und gehörte konfessionell zum evangelischen Kirchspiel Hülsenbusch und zum katholischen Kirchspiel Frielingsdorf, 1905 werden vier Wohnhäuser und 22 Einwohner angegeben.

## Sehenswürdigkeiten
- Bruchsteinhaus mit Stichbogenfenster aus dem 18. Jahrhundert
- ein weiteres Bruchsteinhaus aus dem 18. Jahrhundert, bei dem das Obergeschoss aus Fachwerk errichtet wurde

## Wander- und Radwege
- Nördlich der Ortschaft verläuft entlang der Lindlarer Sülz der Verbindungsweg 8 der Hauptwanderstrecken X9 und X19